# Batalha de Ásculo (89 a.C.)
A Batalha de Ásculo, conhecida também como Cerco de Ásculo, foi travada em 89 a.C. entre as forças da República Romana e o exército das cidades italianas durante a Guerra Social. Os romanos, liderados pelo cônsul Pompeu Estrabão, foram os vencedores. O futuro cônsul Públio Ventídio Basso teria sido capturado ainda jovem nesta batalha e exibido no triunfo de Estrabão em Roma.

## Contexto
Em Roma, a situação política havia se tornado extremamente complicada depois da ascensão do vitorioso general Caio Mário. Depois do fim da Guerra Cimbria, as cidades italianas aliadas dos romanos deram início a uma série de políticas para conseguirem a cidadania romana, incluindo uma massiva falsificação do censo realizado por Marco Antônio Orador e Caio Valério Flaco e a aliança com o tribuno da plebe Marco Lívio Druso. Apesar disto, o Senado Romano, liderado pela facção conservadora dos optimates, rechaçou as leis propostas por Druso e se opôs a ele com veemência, o que enfureceu os italianos. Quando eles perceberam que não conseguiriam mudar a opinião dos romanos, os italianos começaram a recrutar um exército para uma guerra contra Roma.
Quando rumores de que os aliados romanos se preparavam para a guerra chegaram ao Senado, os romanos enviaram dois pretores para investigar o que estava acontecendo. Um deles era Quinto Servílio Áugure, que seguiu para Piceno. Quando ele percebeu que as intenções das cidades na região eram claramente hostis à Roma, Áugure decidiu se abrigar numa das cidades mais importantes da região, Ásculo Piceno. Durante uma apresentação teatral na qual ele estava presente, um dos atores, que apoiava a causa dos italianos, deu início a uma grosseira sátira sobre o pretor. Ofendido, Áugure ordenou que seus lictores o executassem, o que foi feito imediatamente.
A execução deste ator, muito querido pela população local, resultou numa revolta generalizada. A multidão tomou o teatro e assassinou Áugure e seus lictores, o que equivalia a uma declaração de guerra contra Roma.

## Marcha de Estrabão
Em 89 a.C., Pompeu Estrabão e Lúcio Pórcio Catão Saloniano foram eleitos cônsules romanos. Estrabão recebeu o comando da frente norte da guerra e, de imediato, passou a atacar os picenos. Depois de invadir a região, Estrabão, que contava com o jovem Cícero e seu próprio filho, Pompeu, entre seus legados, avançou até a cidade que havia se tornado o chamariz da revolta, Ásculo Piceno.
Depois de dois anos de cerco pelos romanos, os habitantes da cidade estavam dispostos a se render contra a vontade de seu líder, Caio Judacílio, que, preferindo morrer honrosamente e livre, preferiu se imolar num templo da cidade. Quando Estrabão chegou perto da cidade, uma embaixada veio recebê-lo disposta a negociar uma rendição, mas ele sabia que o crime cometido pelos asculanos contra um magistrado romano era imperdoável e mandou os emissários de volta. A batalha provavelmente poderia ser melhor classificada como uma carnificina. A superioridade das legiões romanas foi, mais uma vez, decisiva. Uma vez capturada a cidade, todos os habitantes que lá estavam foram executados.
Públio Ventídio, uma criança na época, foi capturado por Estrabão e levado a Roma como prisioneiro. Ele foi educado como um soldado romano e tornou-se cônsul, lutando vitoriosamente contra o Império Parta. Foi também um grande amigo de Júlio César.